# Хорватия на зимних Олимпийских играх 2018
Хорватия на зимних Олимпийских играх 2018 года была представлена 19 спортсменами в 3 видах спорта. На церемонии открытия Игр право нести национальный флаг было доверено участнику трёх Олимпийских игр горнолыжнику Натко Зрнчичу-Диму, а на церемонии закрытия — бобслеисту Дражену Силичу, который стал первым пилотом в истории страны, кому удалось выступить на Играх в двойках. По итогам соревнований хорватские спортсмены впервые с Игр 1998 года не смогли завоевать ни одной олимпийской медали.

## Состав сборной
Бобслей
1. Антонио Зелич
2. Мате Мезулич
3. Бенедикт Никпаль
4. Дражен Силич

 Горнолыжный спорт
1. Матей Видович
2. Натко Зрнчич-Дим
3. Филип Зубчич
4. Самуэл Колега
5. Элиас Колега
6. Исток Родеш
7. Лана Збашник
8. Андреа Комшич
9. Леона Попович
10. Ида Штимац

 Лыжные гонки
1. Эди Дадич
2. Крешимир Црнкович
3. Ведрана Малец
4. Габриэла Скендер

 Санный спорт
1. Дарья Обратов

## Результаты соревнований

### Бобслей

#### Бобслей
Квалификация спортсменов для участия в Олимпийских играх осуществлялась на основании рейтинга IBSF (англ. IBSF Ranking) по состоянию на 14 января 2018 года. По его результатам хорватские спортсмены завоевали одну олимпийскую лицензию в мужских четвёрках, а также получили перераспределённую лицензию в мужских двойках.
Мужчины
| Соревнование | Спортсмены                                               | 1 заезд   | 1 заезд | 2 заезд   | 2 заезд | 3 заезд   | 3 заезд | 4 заезд               | 4 заезд               | Итоговый результат | Итоговое место | Отставание |
| Соревнование | Спортсмены                                               | Результат | Место   | Результат | Место   | Результат | Место   | Результат             | Место                 | Итоговый результат | Итоговое место | Отставание |
| ------------ | -------------------------------------------------------- | --------- | ------- | --------- | ------- | --------- | ------- | --------------------- | --------------------- | ------------------ | -------------- | ---------- |
| двойки       | Дражен Силич Бенедикт Никпаль                            | 50,76     | 30      | 50,91     | 30      | 50,99     | 30      | завершили выступление | завершили выступление | 2:32,66            | 30             | —          |
| четвёрки     | Дражен Силич Бенедикт Никпаль Мате Мезулич Антонио Зелич | 50,18     | 28      | 50,64     | 28      | 50,63     | 28      | завершили выступление | завершили выступление | 2:31,45            | 28             | —          |

### Лыжные виды спорта

#### Горнолыжный спорт
Квалификация спортсменов для участия в Олимпийских играх осуществлялась на основании специального квалификационного рейтинга FIS по состоянию на 21 января 2018 года. При этом НОК для участия в Олимпийских играх мог выбрать только того спортсмена, который вошёл в топ-500 олимпийского рейтинга в своей дисциплине, и при этом имел определённое количество очков, согласно квалификационной таблице. Страны, не имеющие участников в числе 500 сильнейших спортсменов, могли претендовать только на квоты категории B в технических дисциплинах. По итогам квалификационного отбора сборная Хорватии завоевала 5 олимпийских лицензий, а после перераспределения квот получила ещё 4. Однако при этом сборная Хорватии отказалась от участия в командных соревнованиях.
Мужчины
| Соревнование      | Спортсмены       | Скоростной спуск/ 1 спуск | Скоростной спуск/ 1 спуск | Слалом/ 2 спуск      | Слалом/ 2 спуск      | Всего                | Место                | Отставание           |
| Соревнование      | Спортсмены       | Время                     | Место                     | Время                | Место                | Всего                | Место                | Отставание           |
| ----------------- | ---------------- | ------------------------- | ------------------------- | -------------------- | -------------------- | -------------------- | -------------------- | -------------------- |
| скоростной спуск  | Натко Зрнчич-Дим | не проводится             | не проводится             | не проводится        | не проводится        | DNS                  | DNS                  | DNS                  |
| супергигант       | Натко Зрнчич-Дим | не проводится             | не проводится             | не проводится        | не проводится        | 1:27,05              | 29                   | +2,61                |
| супергигант       | Филип Зубчич     | не проводится             | не проводится             | не проводится        | не проводится        | DNF                  | DNF                  | DNF                  |
| комбинация        | Филип Зубчич     | 1:21,54                   | 28                        | 48,06                | 8                    | 2:09,60              | 12                   | +3,08                |
| комбинация        | Натко Зрнчич-Дим | 1:22,07                   | 40                        | 48,48                | 13                   | 2:10,55              | 19                   | +4,03                |
| слалом            | Исток Родеш      | 49,60                     | 18                        | 51,81                | 22                   | 1:41,41              | 21                   | +2,42                |
| слалом            | Элиас Колега     | 51,18                     | 29                        | 50,94                | 4                    | 1:42,12              | 23                   | +3,13                |
| слалом            | Матей Видович    | DNF                       | DNF                       | завершил выступление | завершил выступление | завершил выступление | завершил выступление | завершил выступление |
| слалом            | Филип Зубчич     | DNF                       | DNF                       | завершил выступление | завершил выступление | завершил выступление | завершил выступление | завершил выступление |
| гигантский слалом | Филип Зубчич     | 1:10,95                   | 23                        | 1:10,89              | 19                   | 2:21,84              | 24                   | +3,80                |
| гигантский слалом | Элиас Колега     | 1:14,61                   | 45                        | 1:14,13              | 36                   | 2:28,74              | 37                   | +10,70               |

Женщины
| Соревнование      | Спортсмены    | Скоростной спуск/ 1 спуск | Скоростной спуск/ 1 спуск | Слалом/ 2 спуск       | Слалом/ 2 спуск       | Всего                 | Место                 | Отставание            |
| Соревнование      | Спортсмены    | Время                     | Место                     | Время                 | Место                 | Всего                 | Место                 | Отставание            |
| ----------------- | ------------- | ------------------------- | ------------------------- | --------------------- | --------------------- | --------------------- | --------------------- | --------------------- |
| слалом            | Андреа Комшич | 53,41                     | 36                        | 52,85                 | 32                    | 1:46,26               | 31                    | +7,63                 |
| слалом            | Ида Штимац    | 54,14                     | 37                        | DNF                   | DNF                   | —                     | —                     | —                     |
| гигантский слалом | Андреа Комшич | 1:15,54                   | 31                        | 1:12,96               | 32                    | 2:28,50               | 32                    | +8,48                 |
| гигантский слалом | Ида Штимац    | 1:16,86                   | 40                        | 1:14,32               | 36                    | 2:31,18               | 34                    | +11,16                |
| гигантский слалом | Леона Попович | DNF                       | DNF                       | завершила выступление | завершила выступление | завершила выступление | завершила выступление | завершила выступление |
| гигантский слалом | Лана Збашник  | DNS                       | DNS                       | завершила выступление | завершила выступление | завершила выступление | завершила выступление | завершила выступление |

#### Лыжные гонки
Квалификация спортсменов для участия в Олимпийских играх осуществлялась на основании специального квалификационного рейтинга FIS по состоянию на 21 января 2018 года. Для получения олимпийской лицензии категории «A» спортсменам необходимо было набрать максимум 100 очков в дистанционном рейтинге FIS. При этом каждый НОК может заявить на Игры 1 мужчину и 1 женщины, если они выполнили квалификационный критерий «B», по которому они смогут принять участие в спринте и гонках на 10 км для женщин или 15 км для мужчин. По итогам квалификационного отбора сборная Хорватии завоевала 3 олимпийские лицензии категории «A» у ещё одну категории «B».
Мужчины
Дистанционные гонки
| Соревнование           | Спортсмены        | Результат | Место | Отставание |
| ---------------------- | ----------------- | --------- | ----- | ---------- |
| 15 км свободным стилем | Крешимир Црнкович | 36:44,7   | 47    | +3:00,8    |
| 15 км свободным стилем | Эди Дадич         | 36:57,2   | 53    | +3:13,3    |
| скиатлон 15+15 км      | Крешимир Црнкович | 1:23:26,9 | 53    | +7:06,9    |
| скиатлон 15+15 км      | Эди Дадич         | DNF       | DNF   | DNF        |

Спринт
| Соревнование | Спортсмены | Квалификация | Квалификация | Четвертьфинал        | Четвертьфинал        | Четвертьфинал        | Полуфинал            | Полуфинал            | Полуфинал            | Финал                | Финал                | Итоговое место |
| Соревнование | Спортсмены | Результат    | Место        | Заезд                | Результат            | Место                | Заезд                | Результат            | Место                | Результат            | Место                | Итоговое место |
| ------------ | ---------- | ------------ | ------------ | -------------------- | -------------------- | -------------------- | -------------------- | -------------------- | -------------------- | -------------------- | -------------------- | -------------- |
| спринт       | Эди Дадич  | 3:33,17      | 69           | завершил выступление | завершил выступление | завершил выступление | завершил выступление | завершил выступление | завершил выступление | завершил выступление | завершил выступление | 69             |

Женщины
Дистанционные гонки
| Соревнование           | Спортсмены    | Результат | Место | Отставание |
| ---------------------- | ------------- | --------- | ----- | ---------- |
| 10 км свободным стилем | Ведрана Малец | 30:20,3   | 71    | +5:19,8    |

Спринт
| Соревнование | Спортсмены       | Квалификация | Квалификация | Четвертьфинал         | Четвертьфинал         | Четвертьфинал         | Полуфинал             | Полуфинал             | Полуфинал             | Финал                 | Финал                 | Итоговое место |
| Соревнование | Спортсмены       | Результат    | Место        | Заезд                 | Результат             | Место                 | Заезд                 | Результат             | Место                 | Результат             | Место                 | Итоговое место |
| ------------ | ---------------- | ------------ | ------------ | --------------------- | --------------------- | --------------------- | --------------------- | --------------------- | --------------------- | --------------------- | --------------------- | -------------- |
| спринт       | Ведрана Малец    | 3:54,76      | 64           | завершила выступление | завершила выступление | завершила выступление | завершила выступление | завершила выступление | завершила выступление | завершила выступление | завершила выступление | 64             |
| спринт       | Габриэла Скендер | 3:56,23      | 65           | завершила выступление | завершила выступление | завершила выступление | завершила выступление | завершила выступление | завершила выступление | завершила выступление | завершила выступление | 65             |

### Санный спорт
Квалификация спортсменов для участия в Олимпийских играх осуществлялась на основании рейтинга Кубка мира FIL по состоянию на 1 января 2018 года. По его результатам сборная Хорватии не смогла завоевать ни одной олимпийской лицензии, однако получила квоту в женских соревнованиях после отказа ряда сборных от своих лицензий.
Женщины
| Соревнование | Спортсмены    | 1 заезд   | 1 заезд | 2 заезд   | 2 заезд | 3 заезд   | 3 заезд | 4 заезд               | 4 заезд               | Итоговый результат | Итоговое место | Отставание |
| Соревнование | Спортсмены    | Результат | Место   | Результат | Место   | Результат | Место   | Результат             | Место                 | Итоговый результат | Итоговое место | Отставание |
| ------------ | ------------- | --------- | ------- | --------- | ------- | --------- | ------- | --------------------- | --------------------- | ------------------ | -------------- | ---------- |
| одиночки     | Дарья Обратов | 48,615    | 28      | 48,252    | 28      | 48,686    | 29      | завершила выступление | завершила выступление | 2:25,553           | 27             | —          |